# تسونس
تسونس (به آلمانی: Zons) یک منطقهٔ مسکونی در آلمان است که در دورماگن واقع شده‌است. تسونس ۵٬۳۷۱ نفر جمعیت دارد.

## نگارخانه

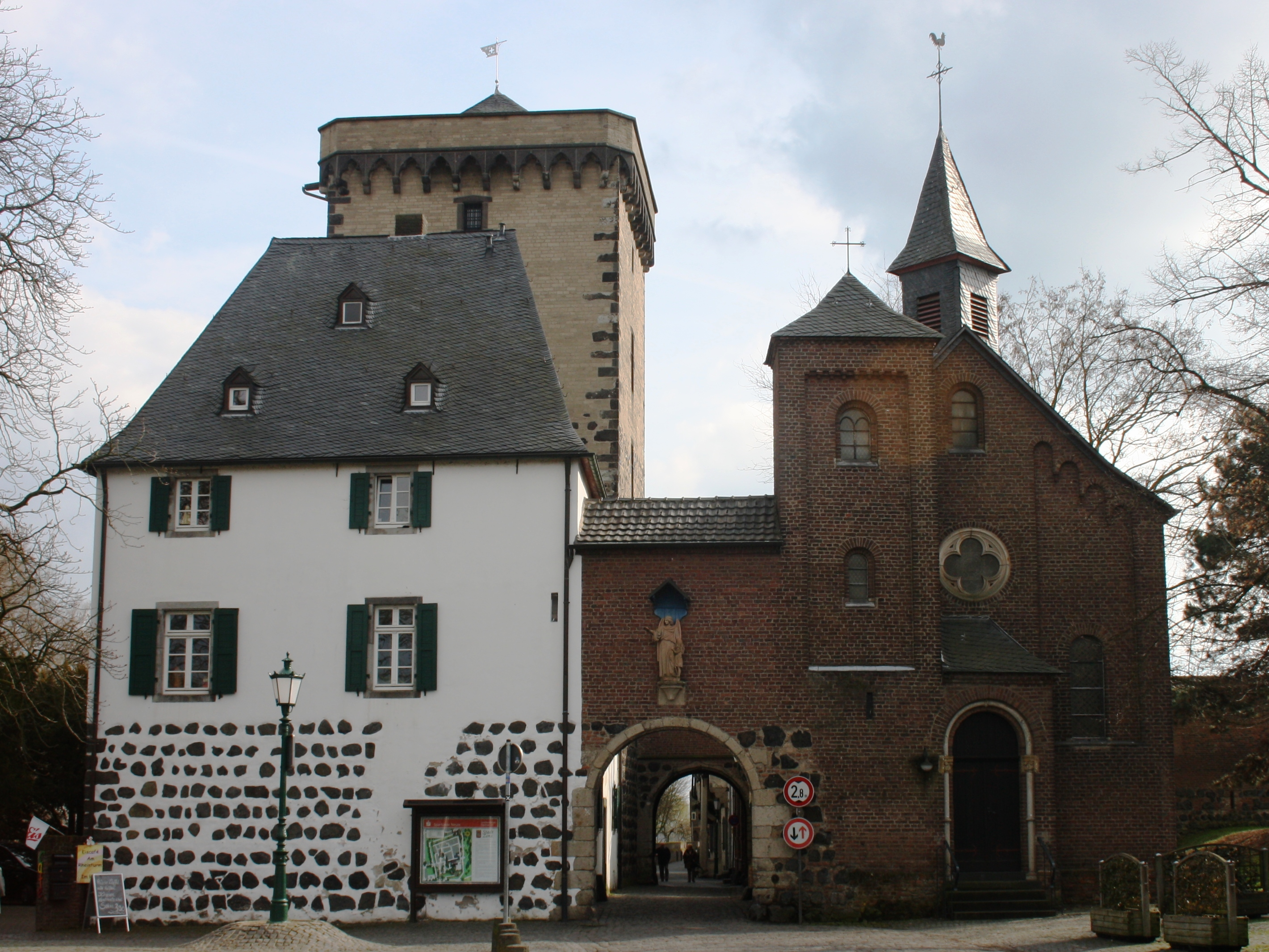
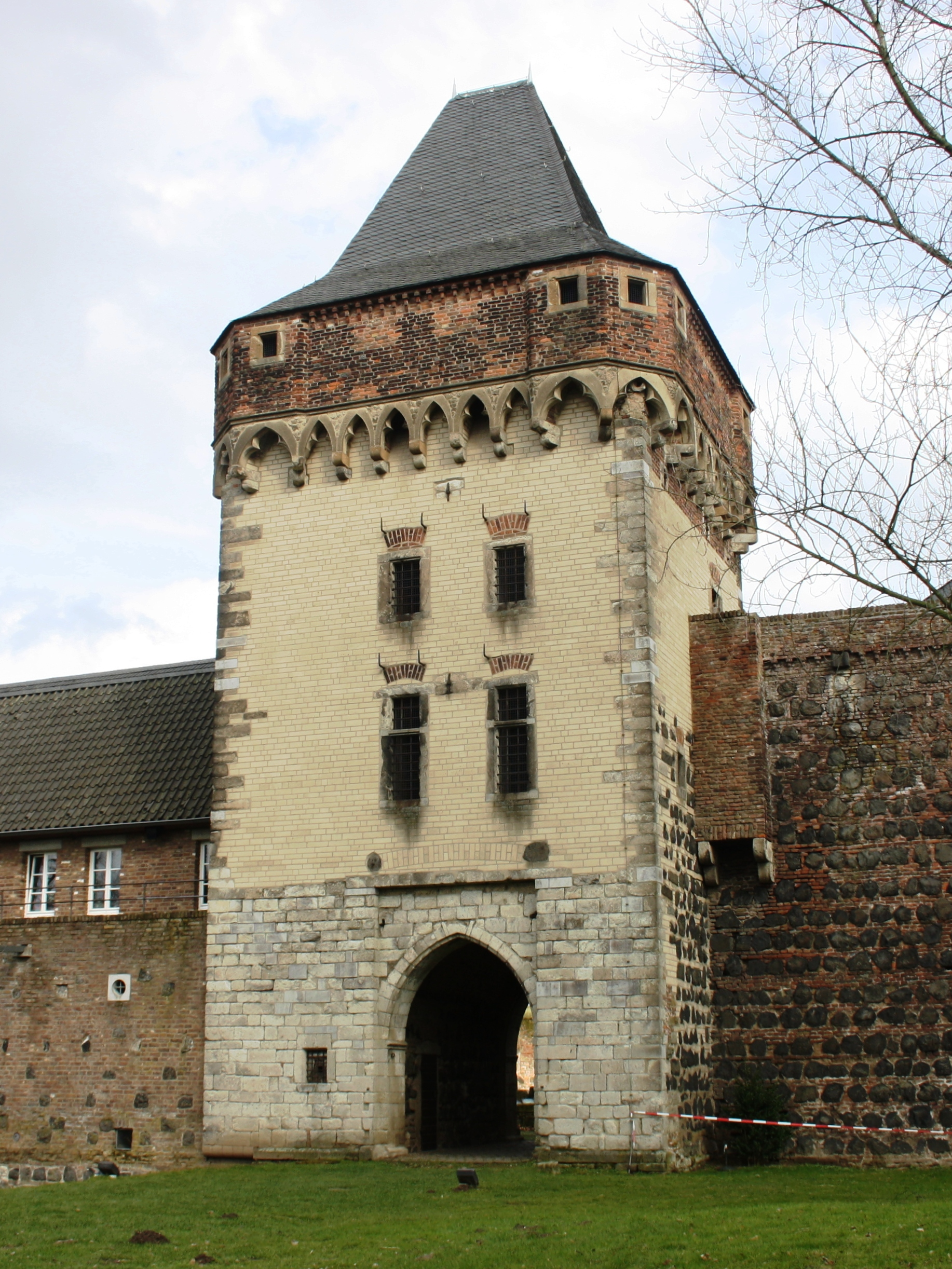
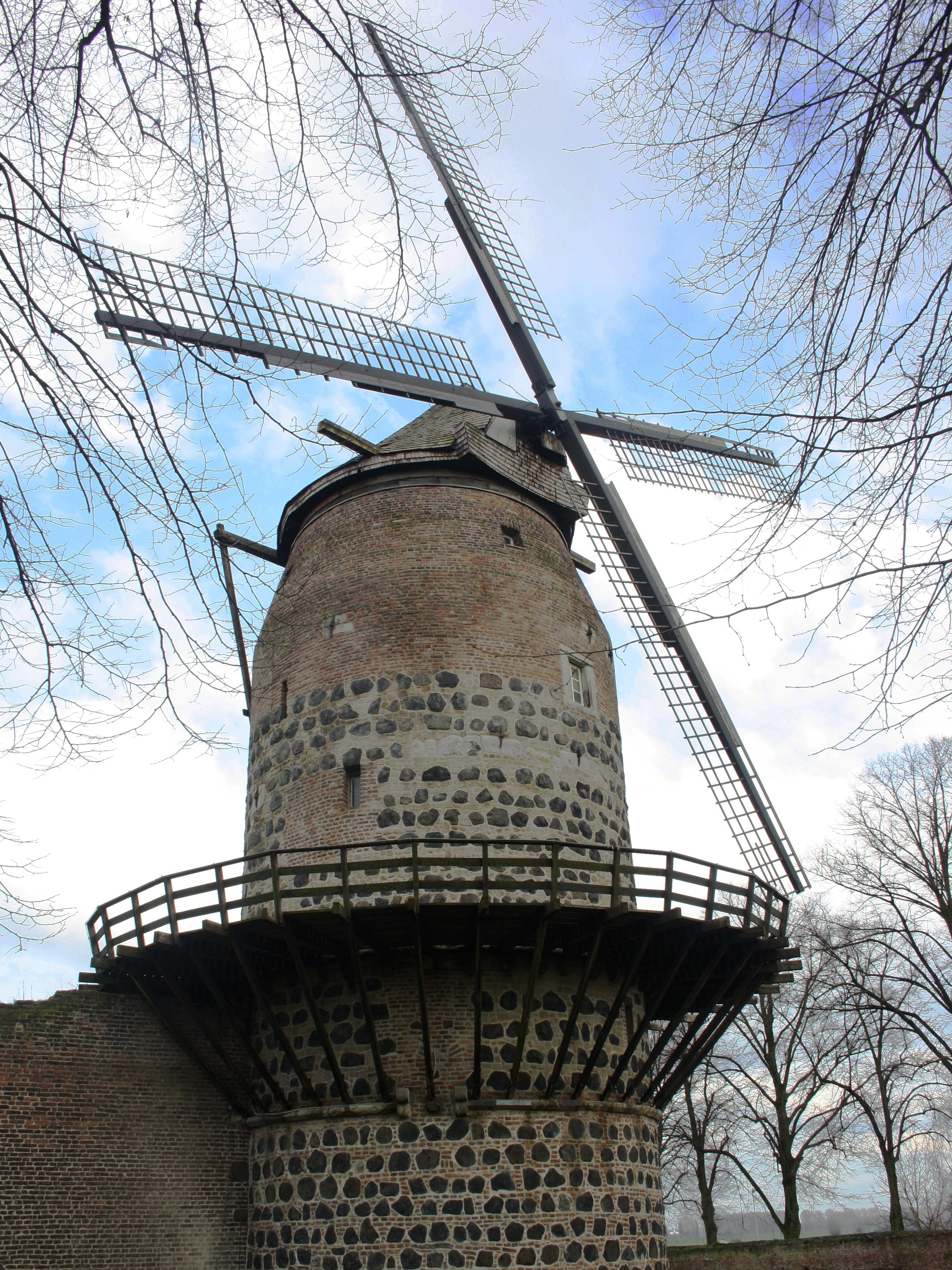
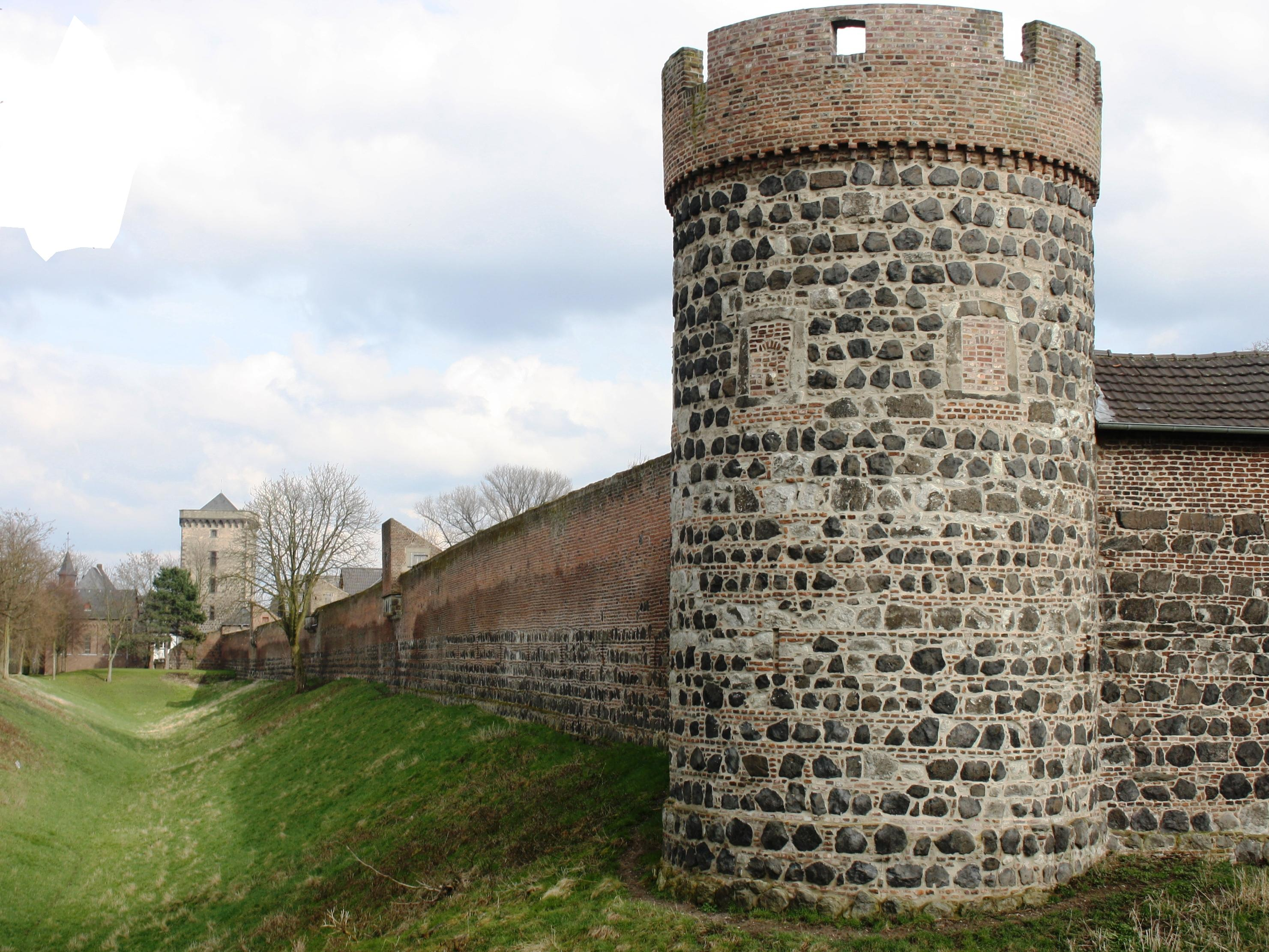
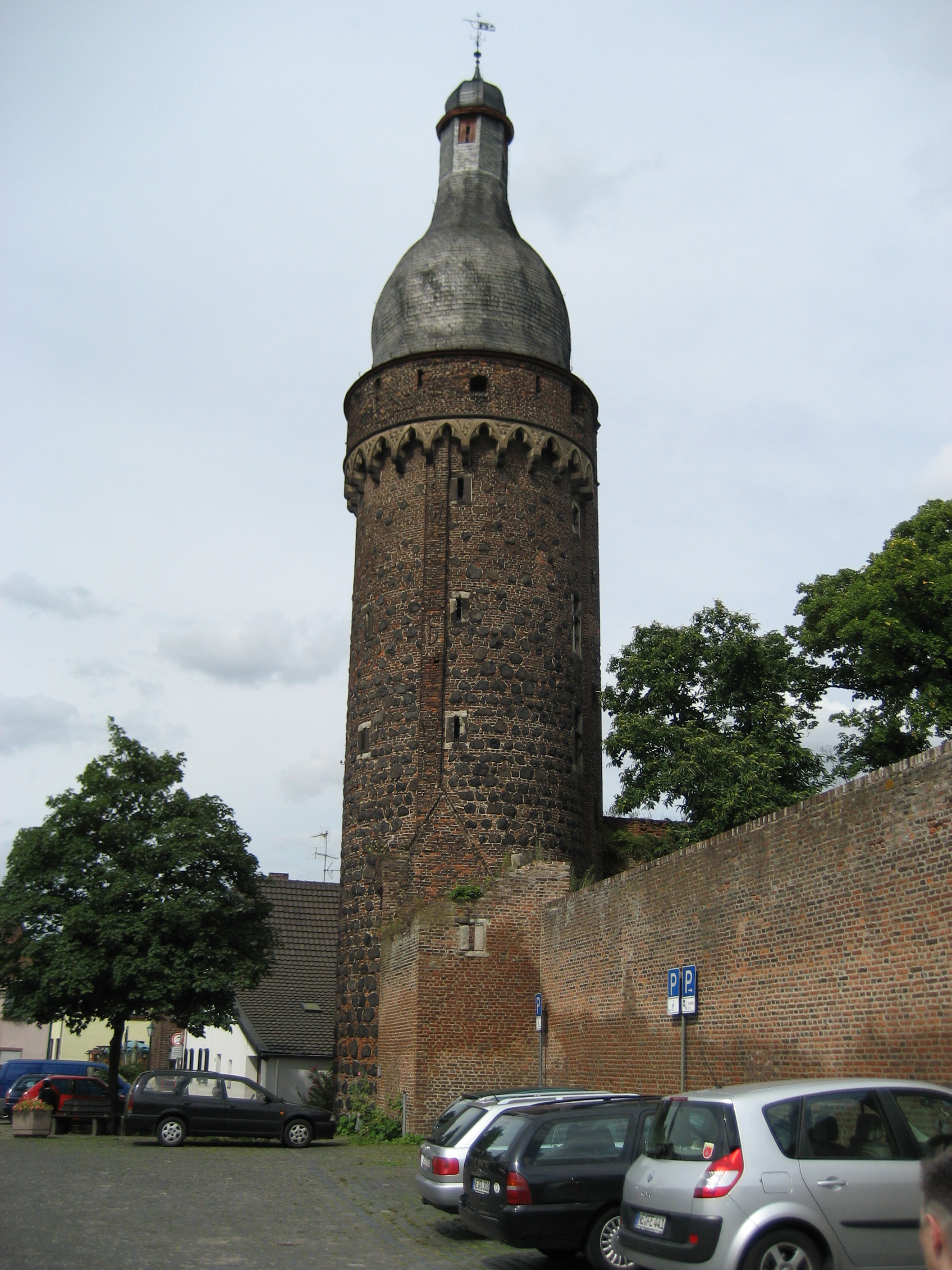
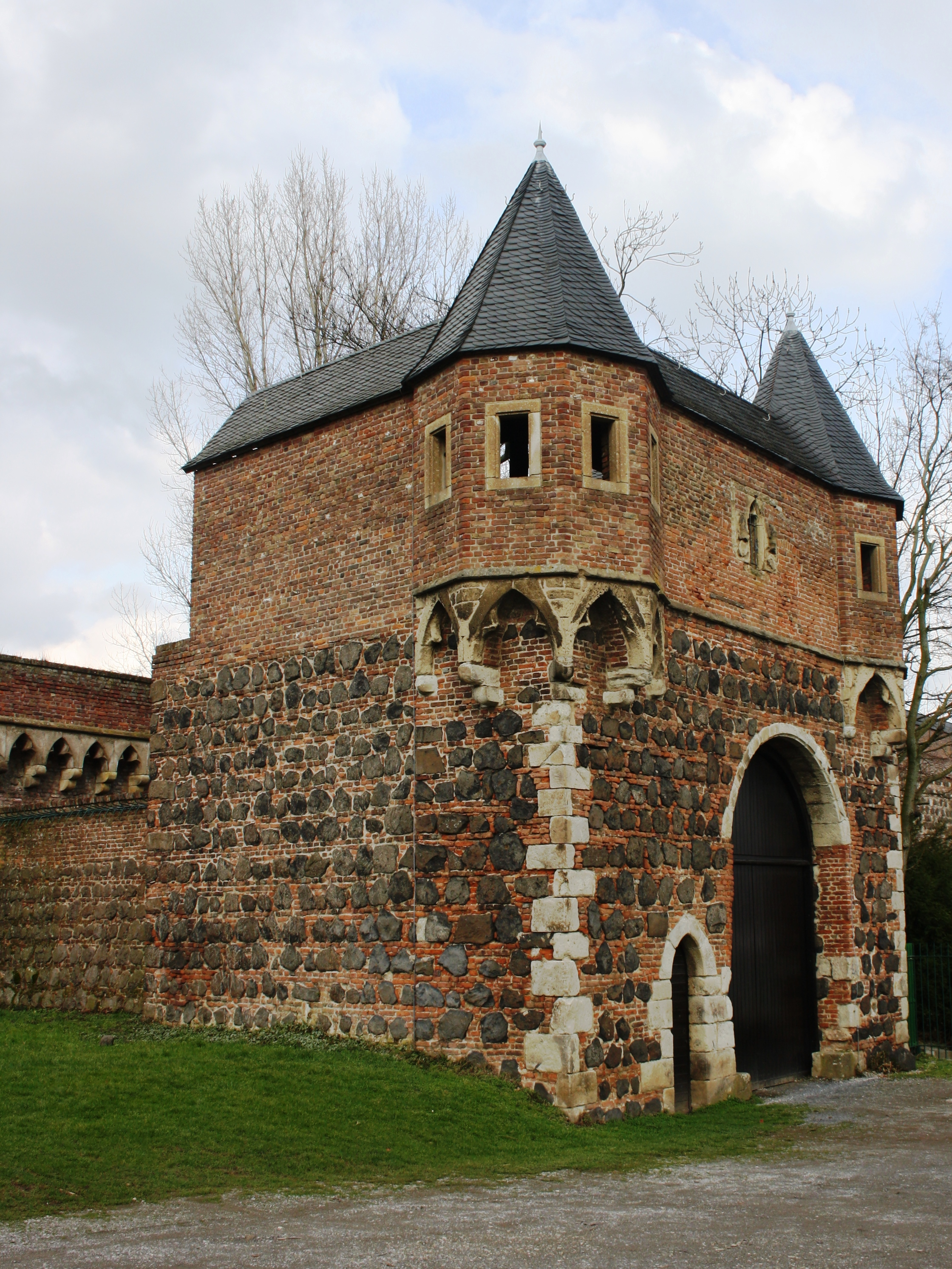
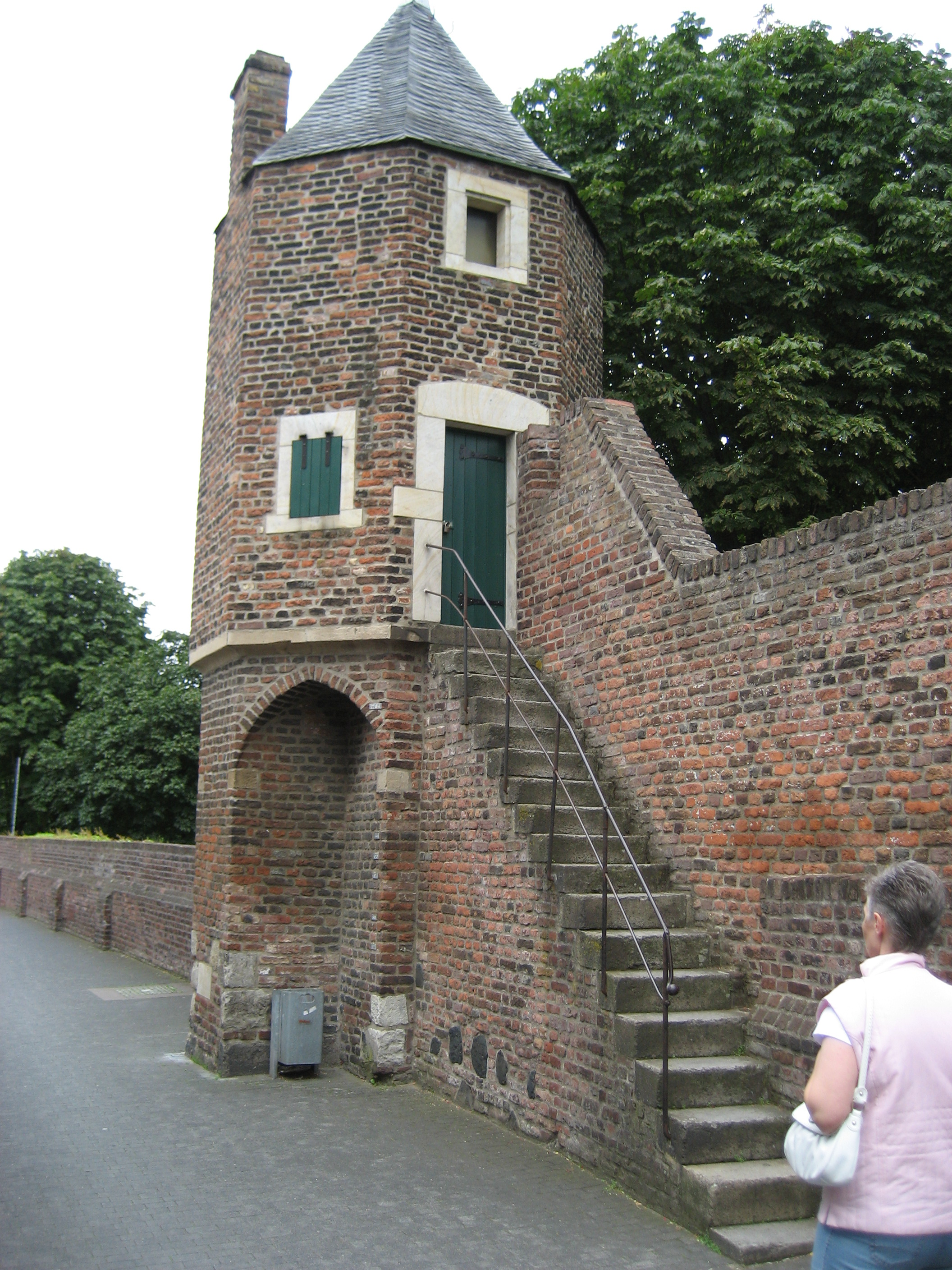
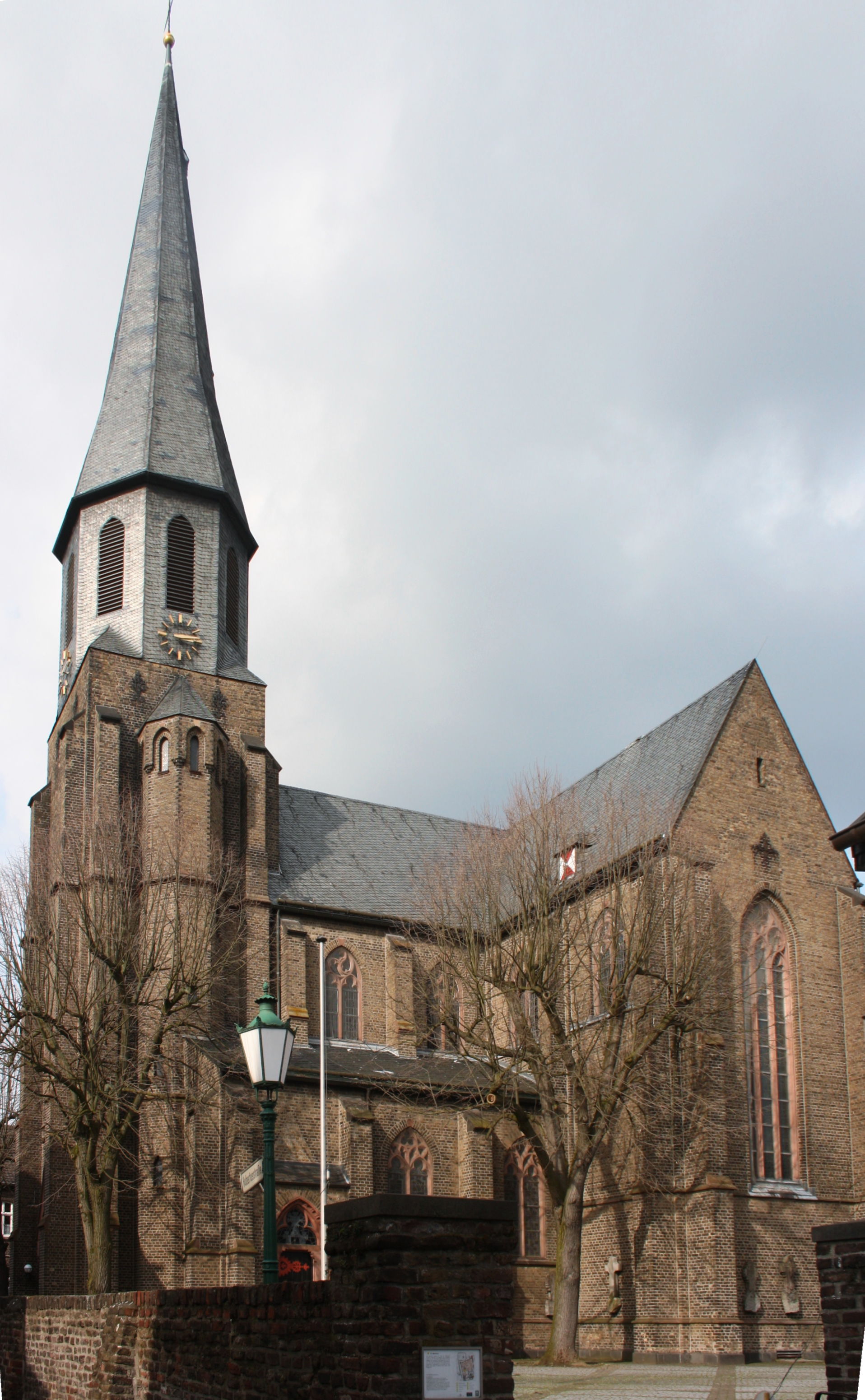